# Partido da Justiça e Desenvolvimento (Marrocos)
O Partido da Justiça e do Desenvolvimento, PJD (em árabe: حزب العدالة والتنمية; em berbere: Akabar en Tnezzarfut ed Tneflit, KNN; em francês: Parti de la justice et du développement, PJD) é o partido que lidera o poder executivo do governo de Marrocos desde 29 de novembro de 2011. O PJD defende o islamismo e a democracia islâmica.
O PJD foi fundado por Abdelkrim al-Khatib, um dos fundadores do partido Movimento Popular, do qual foi expulso em meados da década de 1960, sob o nome de Movimento Popular Democrático e Constitucional (MPDC). O partido era praticamente insignificante, até que vários membros de uma associação clandestina Chabiba islamia, que mais tarde formou o Movimento de Unidade e Reforma (MUR) juntou-se ao partido, com autorização e encorajamento do ex-ministro do Interior Driss Basri. Em 1988, o partido adoptou a sua actual denominação.
Abdelilah Benkirane foi eleito líder do PJD em julho de 2008, substituindo Saadeddine Othmani. Tendo ganho uma pluralidade de assentos (107 lugares) nas eleições parlamentares de novembro de 2011, o partido formou uma coligação com três partidos que faziam parte de governos anteriores e Benkirane foi nomeado primeiro-ministro de Marrocos em 29 de novembro de 2011. 

## Resultados eleitorais

### Eleições legislativas
| Data | CI.           | Votos         | %             | +/-           | Deputados     | +/-           | Status            |
| ---- | ------------- | ------------- | ------------- | ------------- | ------------- | ------------- | ----------------- |
| 1977 | 3.º           | 625 786       | 12,4 / 100,0  |               | 44 / 264      |               | Oposição          |
| 1984 | 8.º           | 69 862        | 1,6 / 100,0   | 10,8          | 0 / 333       | 44            | Extra-parlamentar |
| 1993 | Não concorreu | Não concorreu | Não concorreu | Não concorreu | Não concorreu | Não concorreu | Não concorreu     |
| 1997 | 10.º          | 264 324       | 4,1 / 100,0   |               | 9 / 325       |               | Oposição          |
| 2002 | 3.º           | N/D           | 12,9 / 100,0  | 8,8           | 42 / 325      | 33            | Oposição          |
| 2007 | 1.º           | 503 396       | 10,9 / 100,0  | 2,0           | 46 / 325      | 4             | Oposição          |
| 2011 | 1.º           | 1 080 914     | 22,8 / 100,0  | 11,9          | 107 / 395     | 61            | Governo           |
| 2016 | 1.º           | 1 618 963     | 27,9 / 100,0  | 5,1           | 125 / 395     | 18            | Governo           |